# Annouk van der Weijden
Annouk van der Weijden (Leiderdorp, 27 juni 1986) is een Nederlands voormalig langebaanschaatsster, woonachtig in Nieuwveen.

## Biografie
Op 9 november 2008 is ze binnengekomen op 128e positie in de Adelskalender waar ze aan het einde van dat seizoen op de 59e positie stond vanwege pr's op alle vier de afstanden. Voor seizoen 2009/2010 maakt zij deel uit van de schaatsploeg 1nP, vanaf 2011/2012 bij Team Corendon (voorheen Op=Op Voordeelshop), vervolgens vanaf 2013/2014 bij Project 2018 en Team Continu. Tussen het trainen door staat ze één dag per week voor de klas op verschillende basisscholen.
Van der Weijden reed tijdens het NK Afstanden 2008 drie afstanden en wist zich op de NK Afstanden van 2009 voor de 5000 meter te plaatsen voor de eerste twee wereldbekerwedstrijden. In Moskou werd ze op die afstand derde in de B-divisie met een persoonlijk record van 7.18,64, achter Marja Vis. Voor het seizoen 2009/2010 weet ze zich ook te plaatsen op de 3 kilometer.
In het seizoen 2010/2011 plaatste Van der Weijden zich met een vierde plaats op het NK afstanden voor de 5000 meter op de wereldbeker. Hierna kreeg Van der Weijden het nieuws dat haar vader lijdt aan de ziekte van Kahler wat van invloed was op haar prestaties. De vechtlust tijdens trainingen in kleine ploegjes tussen de groten met wedstrijden om doelen te bereiken maakten Van der Weijden sterker. Met ingang van seizoen 2013/2014 wist zij zich door winst op de 1500 meter bij de IJsselcup te plaatsen voor deze afstand. Tijdens dat NK reed ze de zesde tijd in een persoonlijk record: 1.58,71 waarmee ze zich plaatst voor de eerste serie wereldbekerwedstrijden vanwege het afzeggen van Jorien ter Mors. Hoogtepunt is de plaatsing op de 3000 meter tijdens het Olympisch Kwalificatietoernooi in Thialf in Sotsji waar haar vader bij kan zijn. Tijdens het Olympisch Kwalificatietoernooi in Thialf plaatste Van der Weijden zich voor de 5000 meter en Massastart. Twee weken voor Gangneung werd ze Nederlands kampioen allround door drie van de vier afstanden te winnen, waarmee ze zich plaatste voor het WK Allround in Amsterdam. In 2018 zette Van der Weijden een punt achter haar sportieve loopbaan.

## Privé
Van der Weijden is getrouwd met voormalig langebaanschaatser en voormalig journalist van de NOS Robbert de Rijk.

## Persoonlijke records[5]
| Afstand    | Tijd    | Datum            | Baan           |
| ---------- | ------- | ---------------- | -------------- |
| 500 meter  | 39,33   | 18 november 2015 | Salt Lake City |
| 1000 meter | 1.17,18 | 16 januari 2016  | Heerenveen     |
| 1500 meter | 1.55,81 | 16 november 2013 | Salt Lake City |
| 3000 meter | 4.00,45 | 13 november 2015 | Calgary        |
| 5000 meter | 6.54,17 | 16 februari 2018 | Gangneung      |

## Resultaten
| Jaar | NK Afstanden                                 | NK Sprint                | NK Allround             | EK Allround          | WK Allround       | Wereldbeker             | WK Afstanden | Olympische Spelen       |
| ---- | -------------------------------------------- | ------------------------ | ----------------------- | -------------------- | ----------------- | ----------------------- | ------------ | ----------------------- |
| 2006 |                                              | 17e (16e, 19e, 17e, 16e) | NC18 (13e, 17e, 18e, -) |                      |                   |                         |              |                         |
| 2007 | 16e 3000m                                    |                          |                         |                      |                   |                         |              |                         |
| 2008 | 19e 1000m 18e 1500m 20e 3000m                | 19e (21e, 16e, 18e, 19e) |                         |                      |                   |                         |              |                         |
| 2009 | 10e 3000m 5e 5000m                           | 11e (15e, 13e, 16e, 10e) | 8e (14e, 9e, 16e, 6e)   |                      |                   | 40e 3/5 km              |              |                         |
| 2010 | 14e 1500m 5e 3000m 5e 5000m                  |                          |                         |                      |                   | 37e 3/5 km              |              |                         |
| 2011 | 16e 3000m 4e 5000m                           |                          | 9e (9e, 6e, 18e, 6e)    |                      |                   | 46e 3k/5k               |              |                         |
| 2012 | 7e 3000m · 5000m                             |                          | 4e · (4e, 12e, , 4e)    | 9e (6e, 12e, 8e, 9e) |                   | 13e 3k/5k               | 8e 5000m     |                         |
| 2013 | 9e 1500m 6e 3000m 4e 5000m                   |                          | 6e (8e, 5e, 8e, 7e)     |                      |                   | 15e 3k/5k               |              |                         |
| 2014 | 6e 1500m 7e 3000m 4e 5000m                   |                          | 6e (8e, 5e, 8e, 7e)     |                      |                   | 9e 3k/5k                |              | 5e 3000m                |
| 2015 | 17e 3000m 12e 5000m                          | 12e (18e, 8e, 16e, 4e)   | 8e · (, 4e, 14e, 8e)    |                      |                   | 32e 1000m               |              |                         |
| 2016 | 9e 1000m · 8e 1500m · 14e 3000m · massastart |                          | · (, , 4e, )            |                      |                   | 32e 1500m 8e 3k/5k      |              |                         |
| 2017 | 5e 1500m 7e 3000m 11e 5000m 12e massastart   |                          | 4e · (4e, 8e, , )       |                      |                   | 32e 3k/5k 9e massastart |              |                         |
| 2018 | 18e 1500m 10e 3000m 9e 5000m                 |                          | · (, )                  |                      | · (10e, 4e, 4e, ) | 35e 3k/5k               |              | 4e 5000m 14e massastart |

### Wereldbekerwedstrijden
| Seizoen   | 500m | 1000m | 1500m | 3k/5k                          | Ploegenachtervolging |
| --------- | ---- | ----- | ----- | ------------------------------ | -------------------- |
| 2011/2012 |      |       |       | -, -, 2e(b), 7e, 1e(b), 10e    |                      |
| 2012/2013 |      |       |       | -, 15e, 5e(b), 1e(b), 10e, 16e |                      |
| 2013/2014 |      |       |       | -, 3e(b), 4e(b), -, 1e(b),     |                      |

- = geen deelname
* = 5000m

### Medaillespiegel
| Kampioenschap         | Goud · | Zilver · | Brons · |
| --------------------- | ------ | -------- | ------- |
| NK Afstanden          | 0      | 0        | 2       |
| NK Allround           | 1      | 1        | 0       |
| NK Allround Afstanden | 5      | 3        | 3       |
| WK Allround           | 0      | 0        | 1       |
| WK Allround afstanden | 0      | 0        | 1       |